# Newport (North Carolina)
Newport is een plaats (town) in de Amerikaanse staat North Carolina, en valt bestuurlijk gezien onder Carteret County.

## Demografie
Bij de volkstelling in 2000 werd het aantal inwoners vastgesteld op 3349.
In 2006 is het aantal inwoners door het United States Census Bureau geschat op 3976, een stijging van 627 (18.7%).

## Geografie
Volgens het United States Census Bureau beslaat de plaats een oppervlakte van
19,1 km², waarvan 19,0 km² land en 0,1 km² water. Newport ligt op ongeveer 4 m boven zeeniveau.

## Plaatsen in de nabije omgeving
De onderstaande figuur toont nabijgelegen plaatsen in een straal van 16 km rond Newport.